# Tathan
Saint Tathan (auch: Tatheus) ist ein keltischer Heiliger, der vermutlich aus Irland nach Wales kam, wo er eine Kirche gründete. Er gilt als früher Abt von Caerwent. In Llanvaches, bei Caerwent, ist ihm eine Kirche geweiht (Llandathan), genauso in St. Athan.

## Überlieferung
William Jenkins Rees beschreibt in seinem Buch Lives of the Cambro British Saints Tathan als Sohn des irischen Königs Tathetus. Tathan erhielt eine gute Erziehung und widmete sich geistlichen Studien. Anstatt der Nachfolger seines Vaters als König zu werden, folgte Tathan der Anweisung eines Engels und segelte nach Britannien und nahm acht Schüler mit sich. Sein Boot segelte den Severn hinauf und landete im mittelalterlichen Königreich Gwent. Tathan wurde von König Caradoc geehrt und gründete eine Klosterschule bei Venta Silurum beim heutigen Caerwent. Die Schüler kamen aus weitem Umkreis. Auch König Gwynllyw von Gwynllŵg sandte seinen Sohn, Cadoc, im Alter von sieben Jahren, um dort Unterricht zu erhalten. Mit einer Schenkung von Caradocs Sohn, Ynyr, gründete Tathan dann eine Kirche.

## Trivia
Der amerikanische Footballspieler Tathan „Tate“ Martell trägt diesen Namen als Vornamen.